# Middenstip (beeld)
Middenstip is een kunstwerk van Harald Vlugt, geplaatst in Amsterdam-Oost, de Watergraafsmeer.
Het kunstwerk is te zien in Park de Meer, Esplanade de Meer. Gebouwen, straten en bruggen zijn hier vernoemd naar zaken die met voetbal te maken hebben. De wijk is gebouwd op de plaats waar tot 1996 Stadion De Meer stond, jarenlang thuishonk van AFC Ajax. De flats hebben aanduidingen gekregen die verwijzen naar de supportersvakken (b.v. "Vak A"), straten naar voetbalstadions waar AFC Ajax gevoetbald heeft (b.v. Anfield Roadlaan) en bruggen naar Ajax-spelers (b.v. Heinz Stuybrug). Harald Vlugt ontwierp voor een plein in die wijk een middenstip met daaromheen een reeks concentrische cirkels. De middenstip bestaat daarbij uit een "halve voetbal". De symbolische middenstip is niet op de plek van de originele middenstip van het Ajaxstadion geplaatst, maar bevindt zich ongeveer in het voormalige westelijke strafschopgebied. De originele middenstip bevindt zich in een privétuin tussen Delle Alpihof en Bernabeuhof. Het kunstwerk verwijst naar een soort middelpunt van de wijk. De uit de straatstenen omhoog stekende bal heeft al diverse valpartijen veroorzaakt, ze ligt er onopvallend.